# Fascio di matrici
In matematica, se {\displaystyle A_{0},A_{1},...,A_{l}\,} sono matrici complesse (o reali) di dimensione {\displaystyle n\times n} e {\displaystyle A_{l}\neq 0} (matrice non nulla), allora la funzione
{\displaystyle L(\lambda )=\sum _{i=0}^{l}A_{i}\lambda ^{i}}
è chiamata fascio di matrici (in inglese matrix pencil) di grado {\displaystyle l}.
Un caso particolare è il fascio di matrici lineare:
{\displaystyle A-\lambda B\,}
con {\displaystyle \lambda \in \mathbb {C} } (o {\displaystyle \mathbb {R} }), dove {\displaystyle A} e {\displaystyle B} sono matrici complesse (o reali) di dimensione {\displaystyle n\times n}. Per brevità indicheremo questo fascio con {\displaystyle (A,B)}.
Un fascio {\displaystyle (A,B)} si dice regolare se esiste almeno un valore di {\displaystyle \lambda } tale che {\displaystyle \det(A-\lambda B)\neq 0}.
Si dicono autovalori di un fascio {\displaystyle (A,B)} i valori complessi di {\displaystyle \lambda } per i quali {\displaystyle \det(A-\lambda B)=0\,} (vedi anche autovalore). L'insieme degli autovalori è detto spettro del fascio ed è indicato con {\displaystyle \sigma (A,B)\,}. Si dice che il fascio ha uno o più autovalori all'infinito se {\displaystyle B} ha uno o più autovalori in 0.